# عبد الكريم اليافي
عبد الكريم اليافي (1919- 11 أكتوبر 2008)، من علماء اللغة والفلسفة، وأديب وناقد سوري. وهو عضو في مجمع اللغة العربية بدمشق، وأول رئيس تحرير لمجلة التراث العربي الصادرة عن اتحاد الكتَّاب العرب.

## سيرته
وُلد عبد الكريم في مدينة حمص عام 1919، تلقى تعليمه فيها على يد أئمة القرآن والحديث واللغة، حصل على شهادة الثانوية العامة «فرع الرياضيات» ثم التحق بكلية الطب في جامعة دمشق، لكنه ترك الدراسة فيها ليلتحق ببعثة لدراسة العلوم الطبيعية في فرنسا، فنال الإجازة في العلوم الرياضية والطبيعية عام 1940، وإجازة الآداب عام 1941، وشهادة الدكتوراه في الفلسفة عام 1945. كما حصل أيضا على عدة شهادات في الدراسات الفلسفية في تخصص علم النفس العام، فلسفة الجمال وعلم الفن، المنطق والفلسفة العامة، تاريخ العلوم وفلسفتها، علم الاجتماع والأخلاق. ولما عاد إلى سورية عُين مدرّسًا في ثانويات حمص، ثم انتقل سنة 1947م إلى دمشق وانضم إلى هيئة التدريس في (كلية الآداب - قسم الفلسفة) بجامعة دمشق، فدرَّس في هذه الكلية وفي غيرها من كليات الجامعة - علمَ الاجتماع، وعلم الجمال، وفلسفة العلوم، والمنطق، وتاريخ العلوم، وأصول تدريس الفيزياء والكيمياء، وعلم النفس، والإحصاء الحيوي.
وفي سنة 1974م أصبح خبير أول في علم السكان في مركز الديمغرافيا في معهد العلوم الاجتماعية بالجامعة اللبنانية في بيروت، وشغل المنصب لمدة سنتين ثم عاد إلى جامعة دمشق. وعُين رئيسًا لهيئة (معجم العماد الموسوعي في اللغة والعلوم والفنون والأعلام)، أصبح عضواً في مجمع اللغة العربية بدمشق، وعضواً في هيئات عربية ودولية، والمجلس الأعلى للآثار في وزارة الثقافة. شغل منصب خبير أول لدى الأمم المتحدة.

## مؤلفاته
1. تمهيد في علم الاجتماع- دراسة- دمشق 1964.
2. في علم السكان- دراسة- دمشق 1959.
3. الفيزياء الحديثة والفلسفة- دراسة- دمشق 1951.
4. دراسات اجتماعية ونفسية- دراسة- دمشق 1964و.
5. دراسات فنية في الأدب العربي- دراسة- دمشق 1963.
6. الشموع والقناديل في الشعر العربي- دراسة- دمشق 1964.
7. تقدم العلم- دراسة- دمشق 1965.
8. فصول في المجتمع والنفس- دراسة- دمشق 1974.
9. المجتمع العربي ومقاييس السكان- القاهرة 1963.
10. العلم والنزعة الإنسانية- دراسة- ترجمة- دمشق 1964.
11. المعجم الديمغرافي متعدد اللغات- القاهرة 1962.
12. جدلية أبي تمام- دراسة- بغداد 1983.
13. معالم فكرية في تاريخ الحضارة العربية الإسلامية- دراسة- دمشق1982.
14. النص العربي للمعجم الديمغرافي المتعدد اللغات- بغداد- د. ت.
15. معجم مصطلحات التنمية الاجتماعية في العلوم المتصلة بها- معجم- جامعة الدول العربية.
16. حوار البيروني وابن سينا
17. الباحث عن مجد الإنسان (دراسات ومقالات)

## جوائزه
- وسام الاستحقاق من الدرجة الممتازة من الرئيس السوري بشار الأسد.[2]

## وفاته
توفي عبد الكريم اليافي في 11 أكتوبر 2008م، عن عمر ناهز 89 عامًا، ونعاه غياث بركات وزير التعليم العالي ورياض نعسان آغا وزير الثقافة واتحاد الكتَّاب العرب.

## وصلات خارجية
- عبد الكريم اليافي على موقع أرشيف الشارخ.
- موقع آل اليافي